# Kékeslemezű galambgomba
A kékeslemezű galambgomba vagy keskenylemezű galambgomba (Russula chloroides) az Agaricomycetes osztályának galambgomba-alkatúak (Russulales) rendjébe, ezen belül a galambgombafélék (Russulaceae) családjába tartozó, Európában honos, savanyú talajú erdőkben élő, ehető gombafaj.

## Megjelenése
A kékeslemezű galambgomba kalapja 6-15 cm széles, alakja fiatalon domború, amely később kiterül, közepe mindig bemélyedő lesz. Széle sokáig begöngyölt, csak egészen idősen terül ki. Felszíne ráncos. Színe fehéres, idősebben foltosan okkeres, sárgás.
Húsa vastag, kemény; színe fehér, sérülésre nem színeződik el. Íze kissé halra emlékeztet, a lemezei csípősek lehetnek; szaga gyümölcsös vagy némileg kellemetlen, klórszerű.
Sűrű és keskeny lemezei tönkhöz nőttek; sok a féllemez. Halványkrémszínűek, élük szinte mindig zöldeskékes árnyalatú.
Tönkje 3-7 cm magas és max. 3 cm vastag. Alakja zömök, hengeres. Színe fehér, felülete hosszában ráncolt.
Spórapora krémszínű. Spórája elliptikus, félig hálózatosan tüskés, mérete 8-11 x 7-9 µm.

### Hasonló fajok
Nagyon hasonlít hozzá a földtoló galambgomba, amitől keskeny és sűrű lemezei, zöldeskék árnyalata és savanyú talajú élőhelye különbözteti meg. 

## Elterjedése és termőhelye
Európában honos. Magyarországon helyenként nem ritka.
Savanyú talajú erdőkben él, síkvidéktől a hegységekig. Júliustól októberig terem.
Ehető, de nem túl ízletes gomba; alaposan meg kell főzni.

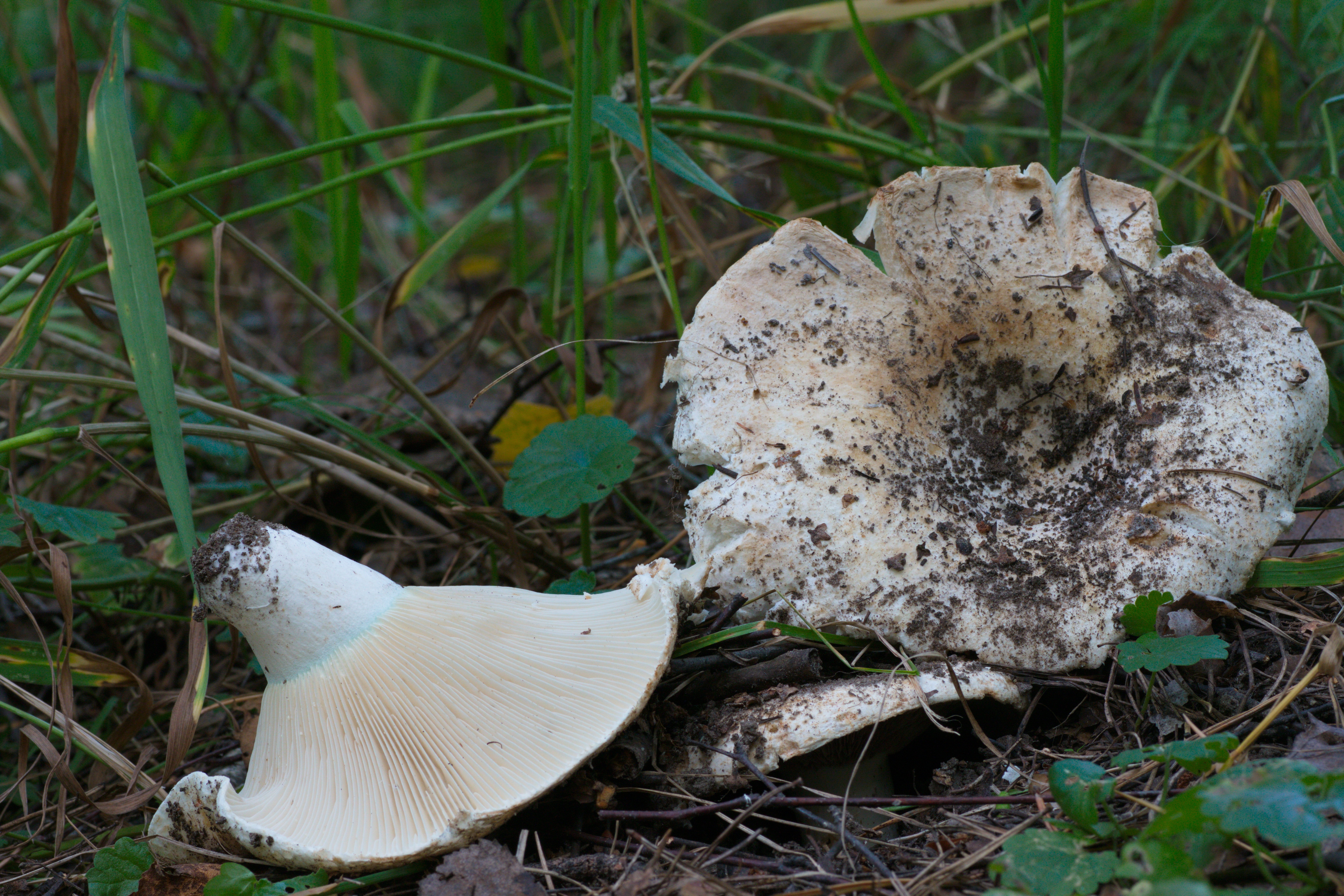
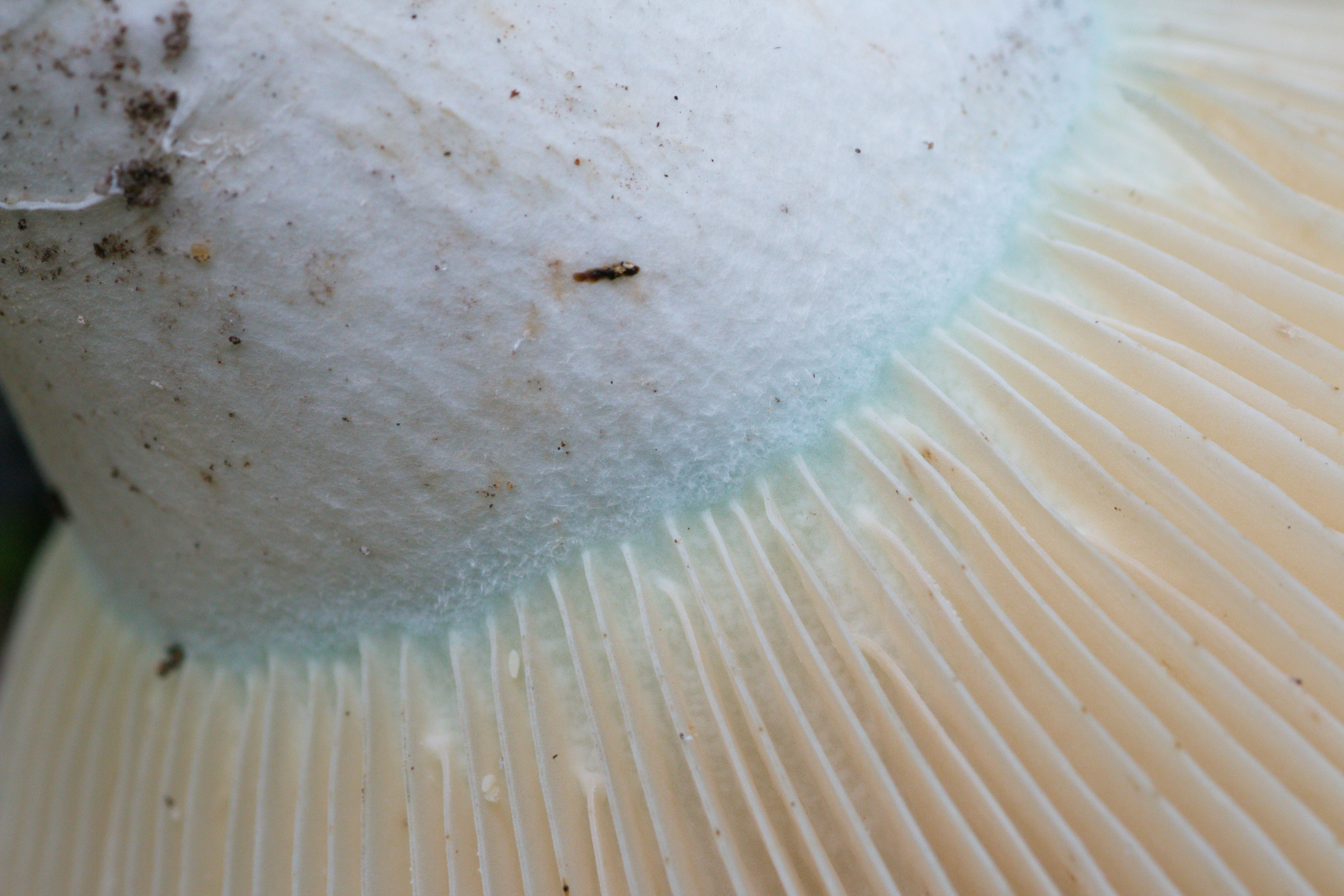
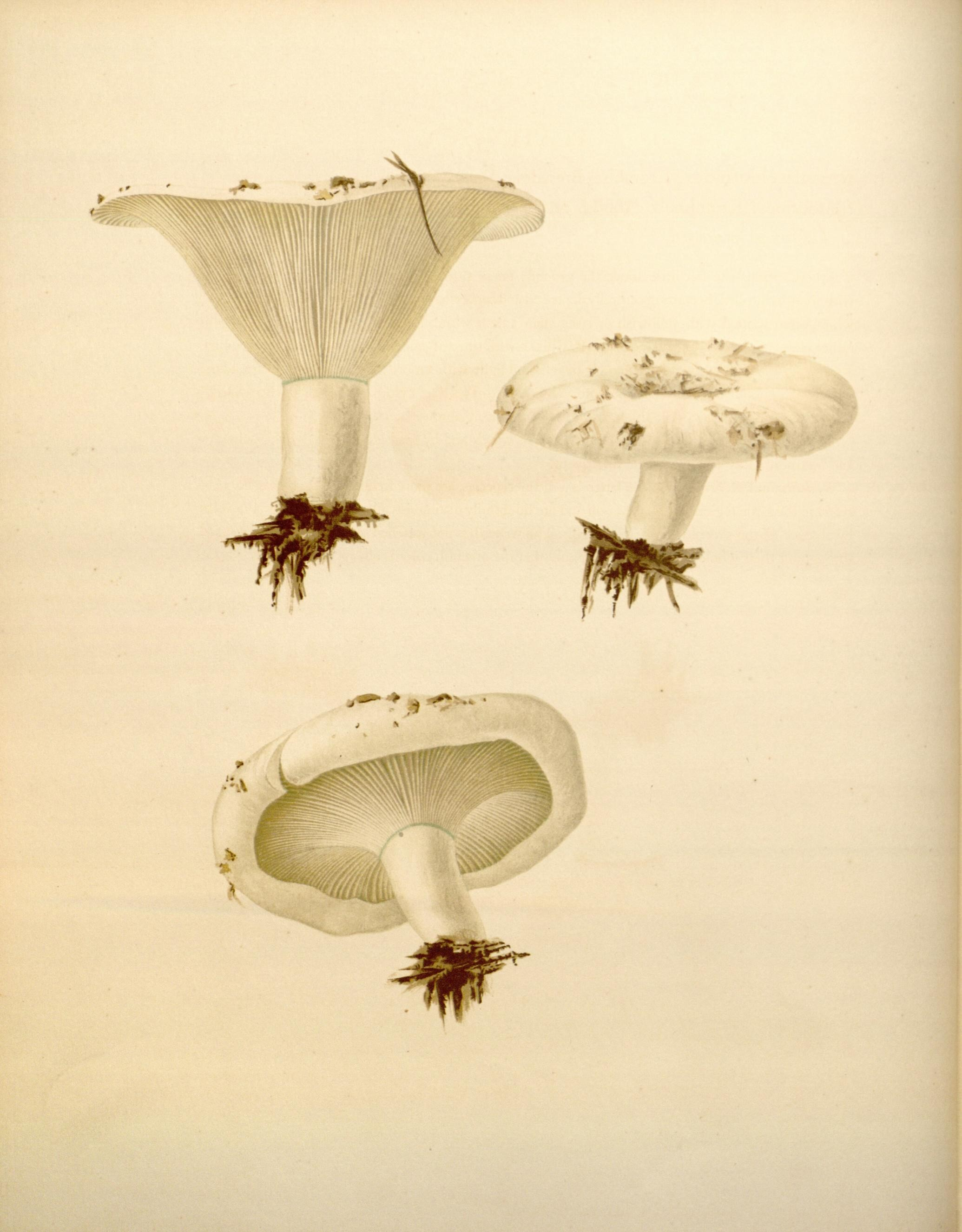